# Udo Krüger
Udo Krüger (* 2. September 1900 in Posen; † 28. Dezember 1951 in Lüdenscheid) war ein deutscher Jurist und preußischer Landrat des Kreises Bergheim (Erft).

## Leben
Der evangelische Udo Krüger war ein Sohn des Gerichtsvollziehers Gustav G. Krüger und dessen Ehefrau Wally, geborene Franke. Nach dem Ende seiner gymnasialen Ausbildung absolvierte er in Breslau und Göttingen von 1919 bis 1922 ein Studium der Rechts- und Staatswissenschaften. Seit 1919 gehörte er der Alten Breslauer Burschenschaft der Raczeks an. 1922 wurde er Gerichtsreferendar und absolvierte eine Ausbildung beim Amtsgericht Hann. Münden und beim Landgericht Göttingen. Am 4. April 1923 wurde er mit seiner Schrift Der Anteil der Armee Oliver Cromwells an der Entstehung des Grundrechtsgedankens zum Dr. iur. promoviert. 1923 wurde er Regierungsreferendar bei der Regierung Schneidemühl und am 4. April 1926 Hilfsarbeiter beim Landratsamt Arnsberg. Ab dem 16. Oktober 1930 arbeitete er bei der Regierung Aurich, ab dem 1. Oktober 1931 bei der Regierung Schleswig und ab dem 1. November 1933 bei der Regierung Köln. Nach seiner Ernennung zum Regierungsreferendar am 1. Januar 1934 wurde er am 22. Oktober 1934 vertretungsweise mit der Verwaltung des Landratsamtes in Bergheim beauftragt. Dort wurde er am 17. Oktober 1934 erst zum kommissarischen und am 18. Februar 1936 zum definitiven Landrat des Kreises Bergheim (Erft) ernannt. Im September 1939 wurde er zum kommissarischen Landrat des Landkreises Teschen ernannt, dem am 31. Mai 1940 die definitive Ernennung mittels Versetzungserlass zum 13. Juni 1940 folgte. Von 1941 bis 1942 war er Kriegsteilnehmer im Zweiten Weltkrieg. 1945 wurde er aus dem Dienst entlassen.

## Politik
- 1929–1930: Mitglied der SPD bzw. der DDP[1]

## Familie
Krüger heiratete am 15. Januar 1930 in Sundern Toni Brumberg.

## Publikation
- Der Anteil der Armee Oliver Cromwells an der Entstehung der Grundrechtsgedankens,  	Göttingen, rechts- u. staatswissenschaftliche Dissertation, 1923. OCLC 720891015